# Schlangensonne
Schlangensonne ist das achte Album der Thüringer Dark-Metal-Band Eisregen und erschien im April 2010 über das Label Massacre Records. Die Band kündigte eine Promo-Tour ab dem September 2010 an.

## Cover
Das Cover zeigt ein Bild von Jesus am Kreuz mit weiblichen Brüsten.

## Stil und Inhalt
Auf dem Album ist im Gegensatz zu früheren Werken eine deutliche Rückkehr zu höherem Gitarreneinsatz zu erkennen, die schon beim Vorgängeralbum Knochenkult ersichtlich war. Das Keyboard wird auch weiterhin zur melodischen Unterstützung eingesetzt und es sind einige klare Gesangsteile vorhanden. Thematisch beschäftigt sich das Album in zwei Liedern mit dem Zweiten Weltkrieg. Auf ewig Ostfront beschreibt das Ende des Lebens eines deutschen Soldaten im Krieg gegen Russland (ähnlich wie Eisenkreuzkrieger vom Album Blutbahnen), wohingegen in Tod senkt sich herab die Bombardierung von Dresden durch Großbritannien beschrieben wird. Der Text des ersten Liedes, N8verzehr, weist starke Parallelen zu Hänsel und Gretel auf, wobei sich der Text eher an der Version von Wilhelm Busch orientiert, da hier ein Ehepaar beschrieben wird, das Kinder verspeist. Zugleich findet sich mit Kai aus der Kiste ein gesellschaftskritisches Lied auf dem Album. Das Intro von Zauberelefant enthält ein Zitat aus dem Film Feed.

## Titelliste
1. N8verzehr – 04:34
2. Blute aus – 04:11
3. Auf ewig Ostfront – 04:35
4. Ernte den Untergang – 04:45
5. Zauberelefant – 06:56
6. Kai aus der Kiste – 05:57
7. Tod senkt sich herab – 04:26
8. Linkshänder – 04:19
9. Das Allerschlimmste – 05:42
10. Schlangensonne – 05:04
11. Brustfeti-Christ (Bonus auf der ltd. Digi Version) – 02:08